# Batallón Atlácatl
El Batallón Atlácatl fue uno de los batallones de infantería de reacción inmediata (BIRI) del ejército Salvadoreño, creado en 1980 en la Escuela de las Américas del ejército estadounidense, que estaba localizada en Panamá. Fue, junto con el resto de los BIRI, uno de los principales luchadores en la guerra civil salvadoreña. 

## Historia
Los primeros soldados entrenados de este batallón llegaron a El Salvador en 1981. El batallón fue entrenado en Fort Bragg, Carolina del Norte, por las Fuerzas Especiales de los Estados Unidos y el Segundo Batallón, 505ª de Infantería de la 82.ª División Aerotransportada. Como resultado de su formación en EE. UU., el batallón tenía una estrecha relación con los asesores militares de los Estados Unidos y las Fuerzas Especiales Estadounidenses que operaban en El Salvador durante la guerra civil de los años 80. Entró en operaciones a partir del 1 de marzo de 1981, según Orden General, con sede en el Sitio del niño y adscrito al Estado Mayor General (Hoy Conjunto) de la Fuerza Armada. Ocupó este batallón, las instalaciones de la Ciudad Normal “Alberto Masferrer”, a 26 km al oeste de San Salvador, con un total de 1.261 soldados bajo el mando del Tte. Cnel. DEM. Domingo Monterrosa Barrios, se le dio el nombre de "Atlácatl" en memoria del indígena cuscatleco. 
La Comisión de la Verdad para El Salvador (UNTC) concluye en su informe que el Batallón fue responsable de la masacre de El Mozote, la masacre de El Calabozo, y la ejecución de seis jesuitas y dos empleadas domésticas. El batallón estuvo también implicado en el asesinato de alrededor de 50 civiles en la orilla del Río Gualsinga. También cabe mencionar, que Human Rights Watch relaciona al batallón con otras masacres que no se recogen en el informe de Naciones Unidas: docenas de asesinatos en Tenancingo y Copapayo en 1983, 68 en Los Llanitos, y tres asesinatos independientes en 1989. En este informe de 1990, Human Rights Watch concluye que estos números no deben sorprender: "los oficiales norteamericanos nunca tuvieron la menor preferencia por la preservación de los derechos humanos como prioridad a la necesidad de ganar la guerra, cuando, como era frecuente, ambos objetivos entraban en conflicto."
Durante el periodo de funcionamiento de este batallón el Gobierno de los Estados Unidos aportaba 1.000.000 de dólares diarios como ayuda militar al ejército salvadoreño.
Según adición de la Orden General N.° 13, año 1992, se disolvió este Batallón, junto con todos los otros BIRI, y se procedió a su desmovilización por los Acuerdos de Paz de Chapultepec de 1992, de conformidad con uno de los Acuerdos de Chapultepec que pusieron fin a los doce años de guerra civil en El Salvador.
Los nombres de dos de los comandantes del Atlácatl, el citado Tte. Coronel Monterrosa y el Mayor Armando Azmitia Melara, son honrados aun hoy por el Ejército de El Salvador, bajo el título de "Héroes de Joateca", y se le ha asignado sus nombres a dos de las salas del Museo Militar de ese país. El título de Héroes de Joateca se refiere al pueblo de Morazán en que ambos cayeron al ser derribado por la guerrilla el helicóptero en que despegaban después de una importante operación anti insurgente.